# Баскетболист года конференции Atlantic 10
Баскетболист года конференции Atlantic 10 (англ. Atlantic 10 Conference Men's Basketball Player of the Year) — это ежегодная баскетбольная награда, вручаемая по результатам голосования лучшему баскетболисту среди студентов конференции Atlantic 10, входящей в первый дивизион NCAA. Голосование проводится среди главных тренеров команд, входящих в конференцию (на данный момент их тринадцать), к тому же свои голоса тренеры подают после окончания регулярного чемпионата, но перед стартом плей-офф, то есть в начале марта, причём они не могут голосовать за своих собственных игроков. Эта награда была учреждена и впервые вручена Норму Никсону из университета Дюкейн в сезоне 1976/77 годов.
С 1977 по 1982 годы конференция называлась Eastern 8 (E 8), по количеству команд, входивших в её состав. В 1982 году, после присоединения к ней сразу четырёх команд, университета Святого Бонавентуры, Род-Айлендского университета, Темпльского университета и университета Сент-Джозефс и ухода двух команд, университета Вилланова и Питтсбургского университета, конференция стала называться Atlantic 10 (A 10). В 1995 году к конференции присоединились ещё четыре команды и две ушли, в 2001 году в неё вошла ещё одна команда, Ричмондский университет, в 2005 году — ещё две, Сент-Луисский университет и Университет Северной Каролины в Шарлотт. С 2012 по 2013 годы конференцию пополнили ещё три команды, и пять команд перешли в другие конференции, после чего в ней осталось тринадцать команд.
Пять игроков: Джеймс Бэйли, Эрл Бельчер, Грег Джонс, Дэвид Уэст и Стивен Смит получали эту награду по несколько раз, причём лишь Уэст получал её трижды. Четыре раза обладателями этого приза становились сразу два игрока (1983, 2005, 2018 и 2024). Чаще других обладателями этой премии становились баскетболисты Темпльского университета (10 раз).

## Легенда
|           | Сообладатели награды |
| *         | Становились лауреатами Приза Джеймса Нейсмита (1969—) или Приза Джона Вудена (1977—), либо признавались баскетболистом года среди студентов по версии UPI (1955—1996) или Helms Foundation (1905—1979) |
| Игрок (X) | Количество титулов |

## Победители
| Сезон   | Игрок                    | Фото | Университет                           | Позиция                                     | Год обучения | Примечания |
| ------- | ------------------------ | ---- | ------------------------------------- | ------------------------------------------- | ------------ | ---------- |
| 1976/77 | Норм Никсон              |      | Университет Дюкейн                    | Разыгрывающий защитник                      | Четвёртый    |            |
| 1977/78 | Джеймс Бэйли             |      | Ратгерский университет                | Тяжёлый форвард                             | Третий       |            |
| 1978/79 | Джеймс Бэйли (2)         |      | Ратгерский университет                | Тяжёлый форвард                             | Четвёртый    |            |
| 1979/80 | Эрл Бельчер              |      | Университет Святого Бонавентуры       | Лёгкий форвард / Тяжёлый форвард            | Третий       |            |
| 1980/81 | Эрл Бельчер (2)          |      | Университет Святого Бонавентуры       | Лёгкий форвард / Тяжёлый форвард            | Четвёртый    |            |
| 1981/82 | Грег Джонс               |      | Университет Западной Виргинии         | Разыгрывающий защитник                      | Третий       |            |
| 1982/83 | Рой Хинсон               |      | Ратгерский университет                | Лёгкий форвард / Тяжёлый форвард            | Четвёртый    |            |
| 1982/83 | Грег Джонс (2)           |      | Университет Западной Виргинии         | Разыгрывающий защитник                      | Четвёртый    |            |
| 1983/84 | Теренс Стэнсбери         |      | Темпльский университет                | Атакующий защитник                          | Четвёртый    |            |
| 1984/85 | Грейнджер Холл           |      | Темпльский университет                | Тяжёлый форвард                             | Четвёртый    |            |
| 1985/86 | Морис Мартин             |      | Университет Сент-Джозефс              | Лёгкий форвард                              | Четвёртый    |            |
| 1986/87 | Нейт Блэквелл            |      | Темпльский университет                | Разыгрывающий защитник                      | Четвёртый    |            |
| 1987/88 | Тим Перри                |      | Темпльский университет                | Тяжёлый форвард / Центровой                 | Четвёртый    |            |
| 1988/89 | Марк Мэйкон              |      | Темпльский университет                | Атакующий защитник / Разыгрывающий защитник | Второй       |            |
| 1989/90 | Кенни Грин               |      | Род-Айлендский университет            | Тяжёлый форвард / Центровой                 | Четвёртый    |            |
| 1990/91 | Кит Хьюз                 |      | Ратгерский университет                | Тяжёлый форвард                             | Четвёртый    |            |
| 1991/92 | Харпер Уильямс           |      | Массачусетский университет в Амхерсте | Тяжёлый форвард                             | Третий       |            |
| 1992/93 | Аарон Макки              |      | Темпльский университет                | Атакующий защитник / Лёгкий форвард         | Третий       |            |
| 1993/94 | Эдди Джонс               |      | Темпльский университет                | Атакующий защитник / Лёгкий форвард         | Четвёртый    |            |
| 1994/95 | Лу Ро                    |      | Массачусетский университет в Амхерсте | Тяжёлый форвард                             | Четвёртый    |            |
| 1995/96 | Маркус Кэмби*            |      | Массачусетский университет в Амхерсте | Центровой / Тяжёлый форвард                 | Третий       |            |
| 1996/97 | Марк Джексон             |      | Темпльский университет                | Центровой / Тяжёлый форвард                 | Четвёртый    |            |
| 1997/98 | Куттино Мобли            |      | Род-Айлендский университет            | Атакующий защитник / Разыгрывающий защитник | Четвёртый    |            |
| 1998/99 | Шонта Роджерс            |      | Университет Джорджа Вашингтона        | Разыгрывающий защитник                      | Четвёртый    |            |
| 1999/00 | Хуан Игнасио Санчес      |      | Темпльский университет                | Разыгрывающий защитник                      | Четвёртый    |            |
| 2000/01 | Дэвид Уэст               |      | Университет Ксавьера                  | Тяжёлый форвард / Лёгкий форвард            | Второй       |            |
| 2001/02 | Дэвид Уэст (2)           |      | Университет Ксавьера                  | Тяжёлый форвард / Лёгкий форвард            | Третий       | [ 1 ]      |
| 2002/03 | Дэвид Уэст (3)           |      | Университет Ксавьера                  | Тяжёлый форвард / Лёгкий форвард            | Четвёртый    | [ 2 ]      |
| 2003/04 | Джамир Нельсон*          |      | Университет Сент-Джозефс              | Разыгрывающий защитник                      | Четвёртый    | [ 3 ]      |
| 2004/05 | Пэт Кэрролл              |      | Университет Сент-Джозефс              | Атакующий защитник                          | Четвёртый    | [ 4 ]      |
| 2004/05 | Стивен Смит              |      | Университет Ла-Сэлле                  | Тяжёлый форвард / Лёгкий форвард            | Третий       | [ 4 ]      |
| 2005/06 | Стивен Смит (2)          |      | Университет Ла-Сэлле                  | Тяжёлый форвард / Лёгкий форвард            | Четвёртый    | [ 5 ]      |
| 2006/07 | Стефан Ласме             |      | Массачусетский университет в Амхерсте | Тяжёлый форвард / Лёгкий форвард            | Четвёртый    | [ 6 ]      |
| 2007/08 | Гэри Форбс               |      | Массачусетский университет в Амхерсте | Лёгкий форвард / Атакующий защитник         | Четвёртый    | [ 7 ]      |
| 2008/09 | Ахмад Нивинс             |      | Университет Сент-Джозефс              | Тяжёлый форвард                             | Четвёртый    | [ 8 ]      |
| 2009/10 | Кевин Андерсон           |      | Ричмондский университет               | Разыгрывающий защитник                      | Третий       | [ 9 ]      |
| 2010/11 | Ту Холлоуэй              |      | Университет Ксавьера                  | Разыгрывающий защитник                      | Третий       | [ 10 ]     |
| 2011/12 | Эндрю Николсон           |      | Университет Святого Бонавентуры       | Тяжёлый форвард                             | Четвёртый    | [ 11 ]     |
| 2012/13 | Халиф Уайетт             |      | Темпльский университет                | Атакующий защитник                          | Четвёртый    | [ 12 ]     |
| 2013/14 | Джордейр Джетт           |      | Сент-Луисский университет             | Атакующий защитник                          | Четвёртый    | [ 13 ]     |
| 2014/15 | Тайлер Калиноски         |      | Колледж Дэвидсона                     | Разыгрывающий защитник / Атакующий защитник | Четвёртый    | [ 14 ]     |
| 2015/16 | Деандре Бембри           |      | Университет Сент-Джозефс              | Лёгкий форвард                              | Третий       | [ 15 ]     |
| 2016/17 | Ти Джей Клайн            |      | Ричмондский университет               | Тяжёлый форвард / Центровой                 | Четвёртый    | [ 16 ]     |
| 2017/18 | Джейлен Адамс            |      | Университет Святого Бонавентуры       | Разыгрывающий защитник                      | Четвёртый    | [ 17 ]     |
| 2017/18 | Пейтон Олдридж           |      | Колледж Дэвидсона                     | Тяжёлый форвард / Лёгкий форвард            | Четвёртый    | [ 17 ]     |
| 2018/19 | Йоун Ахсель Гвюдмюндссон |      | Колледж Дэвидсона                     | Разыгрывающий защитник                      | Третий       | [ 18 ]     |
| 2019/20 | Оби Топпин*              |      | Университет Дейтона                   | Тяжёлый форвард                             | Второй       | [ 19 ]     |
| 2020/21 | Боунс Хайленд            |      | Университет Содружества Виргинии      | Разыгрывающий защитник / Атакующий защитник | Второй       | [ 20 ]     |
| 2021/22 | Лука Брайкович           |      | Колледж Дэвидсона                     | Тяжёлый форвард                             | Четвёртый    | [ 21 ]     |
| 2022/23 | Эйс Болдуин              |      | Университет Содружества Виргинии      | Разыгрывающий защитник                      | Третий       | [ 22 ]     |
| 2023/24 | Дарон Холмс              |      | Университет Дейтона                   | Тяжёлый форвард                             | Третий       | [ 23 ]     |
| 2023/24 | Джордан Кинг             |      | Университет Ричмонда                  | Разыгрывающий защитник                      | Пятый        | [ 23 ]     |
| 2024/25 | Макс Шульга              |      | Университет Содружества Виргинии      | Разыгрывающий защитник / Атакующий защитник | Пятый        | [ 24 ]     |